# JD 데이비슨

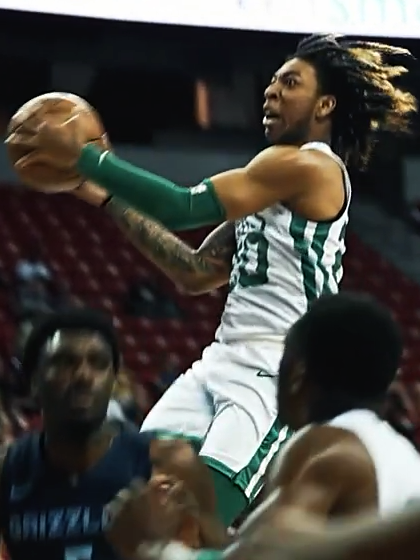
2022년 모습

JD 데이비슨(JD Davison, 본명: Jerdarrian Devontae Davison, 2002년 10월 3일 ~ )은 NBA G 리그의 메인 셀틱스와 양방향 계약을 맺은 NBA(전미 농구 협회)의 보스턴 셀틱스의 미국 프로 농구 선수이다. 앨라배마 크림슨 타이드(Alabama Crimson Tide)에서 대학 농구를 했다. 그는 합의된 5성급 신입 농구 선수이자 2021년 클래스 최고의 포인트 가드 중 한 명이었다.

## 고등학교 경력
데이비슨은 앨라배마 주 레토해치(Letohatchee)에 있는 캘훈(Calhoun) 고등학교에 다녔다. 주니어 시절 데이비슨은 경기당 평균 30.4 득점, 12 리바운드, 5 어시스트를 기록하여 앨라배마 미스터 배스킷볼(Alabama Mr. Basketball)과 앨라배마 게토레이(Alabama Gatorade) 올해의 선수상을 받았다. 그는 타이틀 게임에서 34점, 10리바운드 성능의 일환으로 게임 우승 3점슛을 전환하여 팀을 클래스 2A 주립 타이틀로 이끌었다. 선배로서 데이비슨은 경기당 평균 32.4 득점, 10.9 리바운드, 4.7 어시스트를 기록했다. 그는 2시즌 연속 앨라배마 미스터 바스켓볼로 선정되었다. 데이비슨은 맥도널드 올아메리칸 게임(McDonald's All-American Game) 및 조던 브랜드 클래식(Jordan Brand Classic) 명단에 이름을 올렸다.

### 리크루트
데이비슨은 합의된 5성급 신입 선수이자 2021년 클래스 최고의 포인트 가드 중 한 명이었다. 2020년 10월 3일, 그는 어번, LSU, 멤피스, 미시간 및 캔자스의 제안을 통해 앨라배마에서 대학 농구를 하기로 약속했다. 그는 네이트 오츠(Nate Oats) 감독 재임 기간 동안 최초의 5성 신병이 되었다. 그가 앨라배마에 끌린 이유 중 하나는 집 근처에 머물고 싶었기 때문이다.

## 대학 경력
신입생으로서 데이비슨은 경기당 평균 8.5 득점, 4.8 리바운드, 4.3 어시스트를 기록했다. 그는 SEC 올 프레시맨(All-Freshman) 팀에 지명되었다. 2022년 4월 13일 데이비슨은 남은 대학 자격을 포기하고 2022년 NBA 드래프트를 선언했다.

## 전문 경력

### 보스턴 셀틱스(2022~현재)
데이비슨은 보스턴 셀틱스에 전체 53순위로 지명됐다. 2022년 7월 8일 셀틱스는 그에게 양방향 계약을 체결했다. 거래 조건에 따라 그는 셀틱스와 NBA G 리그 계열사인 메인 셀틱스 사이에서 시간을 나누게 된다. 데이비슨은 2022년 11월 11일 덴버 너기츠를 상대로 131-112 승리를 거두며 NBA 데뷔를 했다.
2023년 7월 9일 데이비슨은 셀틱스와 또 다른 양방향 계약을 체결했다. 데이비슨은 NBA 결승전에서 셀틱스가 댈러스 매버릭스를 5경기만에 꺾고 NBA 챔피언이 되었다. 2024년 7월 8일 또 한 번의 양방향 계약을 체결했다.